# Гульєльмо Тревізан
Гульєльмо Тревізан (італ. Guglielmo Trevisan, 31 січня 1918, Трієст — 23 грудня 2003, Трієст) — італійський футболіст, що грав на позиції нападника, зокрема за клуби «Трієстина» та «Дженоа», а також національну збірну Італії. По завершенні ігрової кар'єри — тренер.

## Клубна кар'єра
У дорослому футболі дебютував 1934 року виступами за команду «Трієстина» з рідного міста. Стати стабільним гравцем команди юний нападник відразу не зміг і на два роки був відданий в оренду до третьолігової «Понціани». А ось повернувшись з оренди, не лише швидко отримав постійне місце в «основі», але у першому ж сезоні після повернення з 18-ма забитими голами став найкращим бомбардиром «Трієстини» у чемпіонаті, поступившись лише двома м'ячами Джузеппе Меацца з «Амброзіани-Інтера» у суперечці за звання найкращого бомбардира сезону. Але у подальшому результативність нападника суттєво знизилася і протягом наступних трьох сезонів він зумів додати до свого гольового доробку сумарно лише 22 забиті м'ячі.
Попри це у його послугах зацікавилося керівництво |«Дженова 1893», іншого представника Серії A, який у порівнянні із «Трієстиною» на той час вирішував амбітніші завдання, постійно змагаючись за призові місця. 1941 року приєднався до генуезької команди і, після не дуже вдалого першого сезону в ній, у сезоні 1942/43 оновив власний рекорд результативності, відзначившись 19-ма забитими голами. Щоправда і цього разу стати найкращим бомбардиром Серії A Тревізану не вдалося, адже представник «Лаціо» Сільвіо Піола мав в активі на два зибиті м'ячі більше.
Після капітуляції Італії у Другій світовій війні і розподілу її території між воюючими сторонами офіційні футбольні змагання у країні припинилися. З їх відновленням у 1945 році Тревізан продовжив виступи за команду, яка після повалення фашистського режиму повернула собі історичну назву «Дженоа».
1947 року повернувся до «Трієстини», де досвідчений нападник вже не демонстрував колишньої результативності, але протягом трьох років був важливим гравцем у тактичних побудовах.
1950 року погодився на пропозицію стати граючим тренером «Леньяно», а згодом до 1955 року виконував аналогічну роль у «П'яченці» та «Ортоні».

## Виступи за збірні
1940 року провів дві гри у складі національної збірної Італії, забивши один гол. У подальшому до ігор національної команди не залучався.

## Кар'єра тренера
Отримавши перший досвід тренерської роботи протягом першої половини 1950-х в статусі граючого тренера, вирішив продовжити тренерську кар'єру.
З кінця до 1950-х до 1970 року тренував команди «Трієстини», «Чезена», «Пізи» та «Вітторіо Венето».
Помер 23 грудня 2003 року на 86-му році життя в рідному Трієсті.
| Дата      | Місто | Господарі | Результат | Гості     | Турнір           | Голи | Примітки |
| --------- | ----- | --------- | --------- | --------- | ---------------- | ---- | -------- |
| 5-5-1940  | Мілан | Італія    | 3 – 2     | Німеччина | товариський матч | -    |          |
| 1-12-1940 | Генуя | Італія    | 1 – 1     | Угорщина  | товариський матч | 1    |          |
| Усього    |       | Матчів    | 2         |           | Голів            | 1    |          |